# لبنان في الألعاب الأولمبية الصيفية 1964
شاركت لبنان في دورة الألعاب الأولمبية الصيفية لعام 1964، والتي أقيمت في مدينة طوكيو في اليابان خلال الفترة من 10 أكتوبر (تشيرين الأول) 1964، وحتى 24 أكتوبر (تشرين الأول) 1964 بمُشاركة 5137 رياضي من 93 دولة بينهم 4457 لاعب في منافسات الرجال و680 لاعبة في منافسات السيدات، وتنافسوا في 19 رياضة خلال 163 منافسة. كانت هذه هي المُشاركة السادسة للبنان في بطولة الألعاب الأولمبية الصيفية منذ إنشائها، ولم تتمكّن لبنان خلال منافسات هذه النُسخة من البطولة من حصد أيّة ميداليات.

## الميداليات
لم يتمكّن لاعبو لبنان من حصد أية ميداليات خلال منافسات بطولة دورة الألعاب الأولمبية الصيفية في عام 1964.

## اللاعبون المُشاركون
شاركت لبنان في منافسات هذه النُسخة من بطولة دورة الألعاب الأولمبية الصيفية عام 1964 بخمس لاعبين جميعهم في منافسات الرجال في رياضات المبارزة والرماية. وتوضح الجداول التالية عدد وأسماء اللاعبين المُشاركين من لبنان في كل رياضة في هذه النُسخة من البطولة:
| الرياضة  | الرجال | السيدات | المجموع |
| -------- | ------ | ------- | ------- |
| المبارزة | 4      | 0       | 4       |
| الرماية  | 1      | 0       | 1       |
| المجموع  | 5      | 0       | 5       |

أسماء اللاعبين المُشاركين:
| اسم اللاعب المُشارك | اللعبة   |
| ------------------ | -------- |
| حسن السعيد         | المبارزة |
| ميشيل صيقلي        | المبارزة |
| جوزيف الجميل       | المبارزة |
| إبراهيم عثمان      | المبارزة |
| جوزيف عون          | الرماية  |

## النتائج

### المبارزة

#### منافسات الرجال
| اسم اللاعب                                              | المنافسات                 |
| ------------------------------------------------------- | ------------------------- |
| حسن السعيد                                              | سلاح سيف المبارزة - فردي  |
| ميشيل صيقلي                                             | سلاح سيف المبارزة - فردي  |
| جوزيف الجميل                                            | سلاح سيف المبارزة - فردي  |
| إبراهيم عثمان، وجوزيف الجميل، وميشيل صيقلي، وحسن السعيد | سلاح سيف المبارزة - جماعي |

### الرماية

#### منافسات الرجال
| اسم اللاعب | المنافسات     | الأدوار المؤهلة | الأدوار المؤهلة | الدور النهائي | الدور النهائي |
| اسم اللاعب | المنافسات     | النقاط          | المرتبة         | النقاط        | المرتبة       |
| ---------- | ------------- | --------------- | --------------- | ------------- | ------------- |
| جوزيف عون  | منافسات القنص |                 | 40              | لم يتأهل      | لم يتأهل      |